# Valencia (gruppo musicale)
I Valencia sono un gruppo alternative rock di Toms River, una municipalità del New Jersey.
La band è momentaneamente in “pausa”.

## Storia del gruppo
I Valencia si sono incontrati mentre suonavano insieme in concerti locali, ma ognuno nella propria band, nella zona della “tri-state area”, cioè l'area metropolitana di New York, che comprende il New Jersey.
George Ciukurescu e JD Perry si conoscono fin da piccoli, avendo frequentato insieme le scuole elementari, la “high school” e il primo anno di college. Nel 2001 entrarono a far parte di una band chiamata The Capgun Heroes con Brendan Walter e i membri attuali Sean Mundy e Ryan O'Hara. Shane Henderson ha cantato nella band Attracted to Miss e Max ha suonato la batteria nei The Emphasis. Fondarono la band che ora si chiama Valencia nel 2004. La band trae il suo nome da Valencia, la moglie del protagonista del libro Slaughterhouse-Five (Mattatoio n°5, nella sua versione italiana) di Kurt Vonnegut. Nel 2005, i Valencia firmarono un contratto per la I Surrender Records, dopo che il proprietario dell'etichetta, il batterista dei Midtown Rob Hitt, sentì una loro demo. Dopo aver messo in atto il Warped Tour nel 2005, nell'ottobre dello stesso anno pubblicarono il loro primo album, This Could Be A Possibility, per poi ristamparlo nel Settembre del 2006. L'album ricevette critiche contrastanti. Nel 2006, i Valencia furono band del giorno per la rivista SPIN e furono finalisti anche come band dell'anno. Nel Maggio del 2006 la band smise di andare in tour a causa della morte della ragazza di Shane. Nel Giugno del 2006 la band si recò in Giappone per suonare al Fuji Rock Festival. Nel 2007 i Valencia fecero un tour con i Boys Like Girls, The Audition e gli All Time Low negli Stati Uniti. Nell'Aprile del 2008 parteciparono anche a date di: We the Kings, The Cab, Charlotte Sometimes e Sing it Loud. Nel 2009 si esibirono al Soundwave (festival musicale australiano) con I New Found Glory, i Say Anything e i Billy Talent. La band aprì inoltre I concerti dei Blink-182 nel tour estivo della loro reunion.
Il secondo album dei Valencia, We All Need a Reason to Believe, contenente undici pezzi, fu pubblicato il 26 agosto 2008, ma in realtà uscì per la prima volta interamente dieci giorni prima. Il 19 agosto 2008 fu reso disponibile in streaming sul profilo Myspace della band stessa. La canzone Safe to say è stata usata come colonna sonora per il videogame MLB 09 The Show. I Valencia trascorsero l'estate del 2009 in tour con la band Every Avenue.
Il chitarrista Brendan Walter fu uno dei trentadue citati in giudizio dalla RIAA nella prima inchiesta sul file-sharing. Durante un'intervista del 19 dicembre 2010 per la radio WCUR, l'intervistatore Adam Barnard chiese spiegazioni riguardo al fatto. Walter rispose di essere stato selezionato a caso poiché aveva scaricato illegalmente musica degli Smash Mouth.
Il terzo album dei Valencia, Dancing With A Ghost, fu distribuito il 12 ottobre 2010. Dopo un lungo periodo passato senza andare in tour, la band riprese a fare concerti dopo l'uscita del nuovo album nell'Ottobre del 2010. Il tour includeva alcune esibizioni come headliner e alcuni concerti con i Say Anything, i Saves the Day e i Motion City Soundtrack. Il tour della band arrivò fino all'Australia. Nel Giugno del 2011 il chitarrista JD Perry lasciò la band in rapporti amichevoli per motivi personali. La band mantenne l'impegno preso con i “couch tour” per la Zumiez, insieme ai Forever the Sickest Kids e gli I See Stars, con l'amico Trevor Leonard alla chitarra.
Il 30 settembre del 2011, il batterista Maxim Soria morì in un incidente in moto.
L'11 ottobre 2011 i Valencia annunciarono che si sarebbero fermati presto per un periodo non definito.
La loro ultima esibizione fu il 28 dicembre 2011, presso la Electric Factory di Philadelphia.

## Formazione

### Formazione attuale
- Shane Henderson – voce (2003–presente)
- Daniel Pawlovich - batteria (2010–presente)
- George Ciukurescu - Bass (2003–presente)
- Brendan Walter - Guitar (2003–presente)

### Ex componenti
- JD Perry - chitarra (2003–2011)
- Maxim Soria - batteria (2003–2009)
- Sean Mundy - batteria (2003)
- Mark Ciccone - batteria (2000-2003)
- Ryan O'Hara- voce (2000- 2003)

### Musicisti di supporto
- Trevor Leonard - guitar (2011–present)

## Discografia

### Album
| Data di distribuzione | Titolo                          | Etichetta           | Altre informazioni                   |
| --------------------- | ------------------------------- | ------------------- | ------------------------------------ |
| 25 ottobre 2005       | This Could Be a Possibility     | I Surrender Records | Ristampato il 19 settembre 2006      |
| 26 agosto 2008        | We All Need a Reason to Believe | Columbia Records    | 6° nella U.S. Billboard Heatseekers  |
| 12 ottobre 2010       | Dancing with a Ghost            | I Surrender Records | 11º nella U.S. Billboard Heatseekers |

### EP
- 2009: We All Need a Reason to B Side (Columbia Records)

### Brani nelle compilation
- 2007: "I Can't See Myself (Getting To Sleep At Night)" - Punk the Clock Volume 3: Property of a Gentleman

### Vinili
- 2011: B-sides and Rarities 7" - (I Surrender Records)